# Cahora Bassa

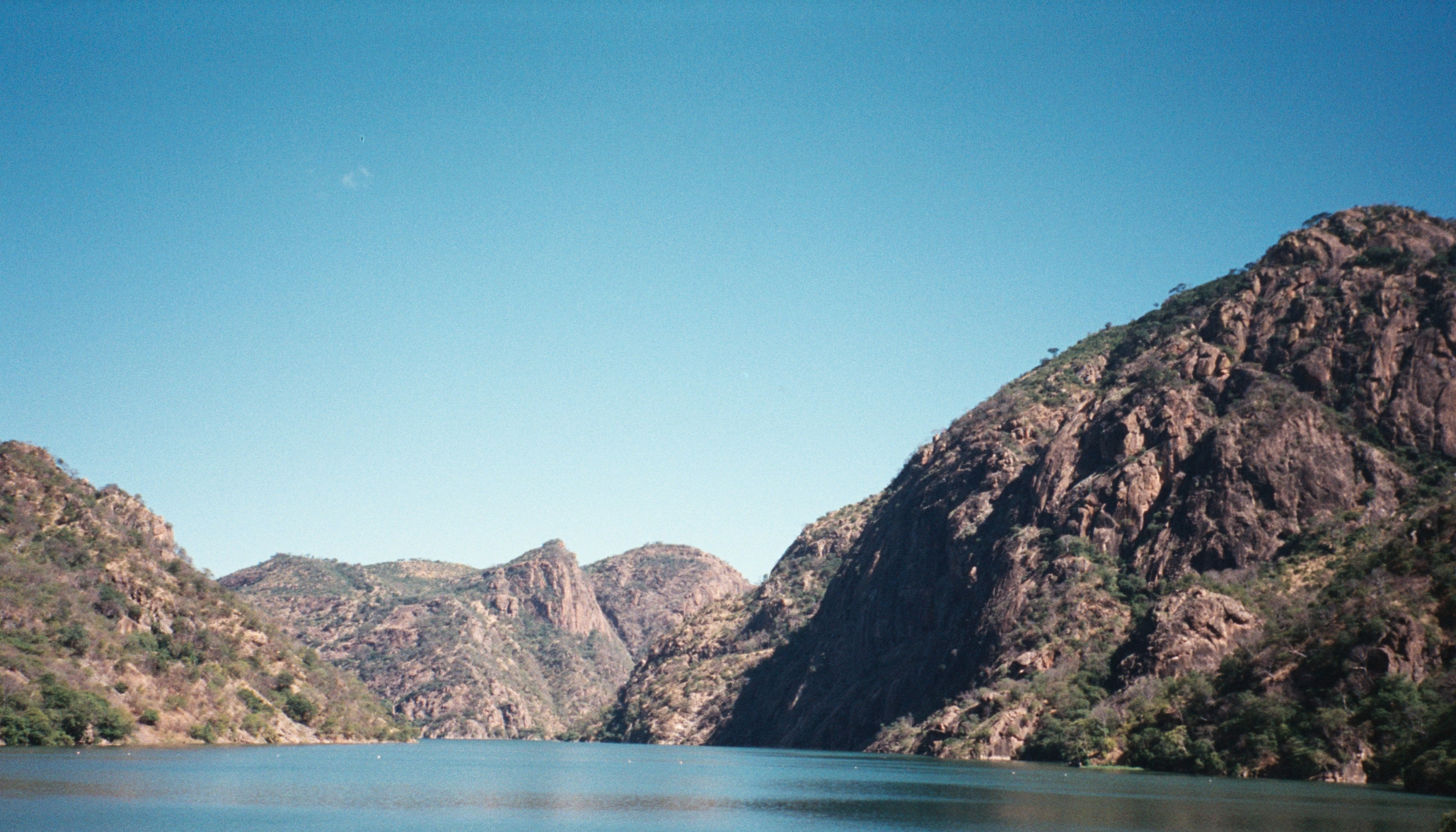
Vista des de terra

Cahora Bassa és una resclosa i embassament al districte de Tete, al riu Zambeze, a uns 120 km de la ciutat de Tete i actualment propietat de l'estat de Moçambic. És el quart embassament d'Àfrica després d'Assuan, Volta i Kariba, amb 2.739 km² (fins a 250 de llarg per 38 km d'ampla). La seva profunditat mitjana és de 26 metres. És el màxim productor d'electricitat de Moçambic amb una capacitat de 2.000 megawats, que subministren al país i a Sud-àfrica i Zimbàbue. Va agafar el nom (Cahora) de la llengua nhúngue, i vol dir "acaba la feina".
La construcció es va iniciar el 1969 i el llac es va començar a omplir el desembre de 1974. L'administració correspon a la Hidroeléctrica de Cahora Bassa, una empresa en què l'estat moçambiquès va agafar el 18% el 1975 mentre l'estat portugués va conservar el 82%. La construcció fou difícil primer per la guerra d'alliberament (1964-1974), i després de 1980, ja en funcionament, per la guerra civil de Moçambic (1977-1992). El 31 d'octubre del 2006 Portugal va vendre o cedir la seva participació en l'estat de Moçambic.